# Diuris immaculata
Diuris immaculata är en orkidéart som beskrevs av David Lloyd Jones. Diuris immaculata ingår i släktet Diuris och familjen orkidéer. Inga underarter finns listade i Catalogue of Life.